# Rajd Irlandii 2012
Rajd Irlandii 2012 (71. Circuit of Ireland) – 71 edycja rajdu samochodowego Circuit of Ireland Rally rozgrywanego w Wielkiej Brytanii. Rozgrywany był od 6 do 7 kwietnia 2012 roku. Była to trzecia runda Intercontinental Rally Challenge w roku 2012. Składał się z 15 odcinków specjalnych.

## Zwycięzcy odcinków specjalnych[2]
| Dzień | OS   | Godzina | Nazwa           | Dystans  | Zwycięzca         | Czas     | Prędkość    | Lider rajdu       |
| ----- | ---- | ------- | --------------- | -------- | ----------------- | -------- | ----------- | ----------------- |
| 6 IV  | SS1  | 17:00   | Titanic         | 1.80 km  | Jan Kopecký       | 2:11.8   | 51.90 km/h  | Jan Kopecký       |
| 6 IV  | SS2  | 18:30   | Drummond 1      | 12.96 km | Andreas Mikkelsen | 8:14.6   | 94.84 km/h  | Andreas Mikkelsen |
| 6 IV  | SS3  | 18:58   | Legane 1        | 25.16 km | Juho Hänninen     | 16:08.7  | 93.99 km/h  | Andreas Mikkelsen |
| 6 IV  | SS4  | 21:25   | Drummond 2      | 12.96 km | Juho Hänninen     | 8:13.9   | 94.97 km/h  | Jan Kopecký       |
| 6 IV  | SS5  | 21:53   | Legane 2        | 25.16 km | odwołany          | odwołany | odwołany    | Jan Kopecký       |
| 7 IV  | SS6  | 09:07   | Redrock 1       | 25.00 km | Andreas Mikkelsen | 13:50.2  | 108.93 km/h | Andreas Mikkelsen |
| 7 IV  | SS7  | 09:50   | Drumhillery 1   | 14.24 km | Juho Hänninen     | 96.04    | km/h        | Juho Hänninen     |
| 7 IV  | SS8  | 10:26   | Hollow 1        | 14.56 km | Juho Hänninen     | 8:45.0   | 100.53 km/h | Juho Hänninen     |
| 7 IV  | SS9  | 12:03   | Redrock 2       | 25.00 km | Andreas Mikkelsen | 13:26.2  | 112.17 km/h | Juho Hänninen     |
| 7 IV  | SS10 | 12:46   | Drumhillery 2   | 14.24 km | Juho Hänninen     | 8:48.1   | 97.62 km/h  | Juho Hänninen     |
| 7 IV  | SS11 | 13:22   | Hollow 2        | 14.56 km | Andreas Mikkelsen | 8:29.8   | 103.52 km/h | Juho Hänninen     |
| 7 IV  | SS12 | 16:00   | Lisburn 1       | 1.06 km  | Juho Hänninen     | 0:57.9   | 64.04 km/h  | Juho Hänninen     |
| 7 IV  | SS13 | 16:15   | Lisburn 2       | 1.06 km  | Juho Hänninen     | 0:57.9   | 64.04 km/h  | Juho Hänninen     |
| 7 IV  | SS14 | 16:53   | Banbridge North | 7.54 km  | Andreas Mikkelsen | 4:54.7   | 92.23 km/h  | Juho Hänninen     |
| 7 IV  | SS15 | 17:41   | Redrock 3       | 25.00 km | Juho Hänninen     | 14:10.7  | 106.30 km/h | Juho Hänninen     |

## Klasyfikacja rajdu
| Miejsce                | Kierowca               | Pilot                  | Samochód                 | Czas                   | Strata                 | Pkt                    |
| Klasyfikacja generalna | Klasyfikacja generalna | Klasyfikacja generalna | Klasyfikacja generalna   | Klasyfikacja generalna | Klasyfikacja generalna | Klasyfikacja generalna |
| ---------------------- | ---------------------- | ---------------------- | ------------------------ | ---------------------- | ---------------------- | ---------------------- |
| 1.                     | Juho Hänninen          | Mikko Markkula         | Škoda Fabia S2000        | 1:58:21.8              | 0.0                    | 25                     |
| 2.                     | Andreas Mikkelsen      | Ola Fløene             | Škoda Fabia S2000        | 1:59:06.0              | 1:39.5                 | 18                     |
| 3.                     | Jan Kopecký            | Pavel Dresler          | Škoda Fabia S2000        | 2:00:01.3              | 1:39.5                 | 15                     |
| 4.                     | Mathieu Arzeno         | Renoul Jamoul          | Peugeot 207 S2000        | 2:02:23.4              | 4:01.6                 | 12                     |
| 5.                     | Craig Breen            | Gareth Roberts         | Ford Fiesta S2000        | 2:03:15.6              | 4:53.8                 | 10                     |
| 6.                     | Robert Barrable        | Damien Connolly        | Škoda Fabia S2000        | 2:03:36.3              | 5:14.5                 | 8                      |
| 7.                     | Sepp Wiegand           | Timo Gottschalk        | Škoda Fabia S2000        | 2:04:37.7              | 6:15.9                 | 6                      |
| 8.                     | Garry Jennings         | Barry McNulty          | Mitsubishi Lancer Evo IX | 2:06:49.7              | 8:27.9                 | 4                      |
| 9.                     | Donagh Kelly           | Kevin Flanagan         | Mitsubishi Lancer Evo IX | 2:07:33.2              | 9:11.4                 | 2                      |
| 10.                    | Sam Moffett            | James O'Reilly         | Mitsubishi Lancer Evo IX | 2:07:37.8              | 9:16.0                 | 1                      |